# Xã Tyronza, Quận Cross, Arkansas
Xã Tyronza (tiếng Anh: Tyronza Township) là một xã thuộc quận Cross, tiểu bang Arkansas, Hoa Kỳ. Năm 2010, dân số của xã này là 1.323 người.